# 小波津川
小波津川（こはつがわ）は、沖縄県の西原町を流れる流路延長3.8kmの二級河川である。

## 地理
小波津川は、西原町の池田に端を持つ。源流から流れた後、沖縄県道155号線に沿って流れ、その後沖縄県道38号線付近を流れる。西原町役場付近から国道329号線を横断して東崎マリンタウン地区へと入り、国道329号与那原バイパスを横断して中城湾に注ぐ。周辺は住宅地であることが多く、ぎりぎりを流れている場合が多い。

## 洪水多発問題
この川では、洪水が非常に多く、流域ではたびたび被害を受けている。そのため、西原町や沖縄県では洪水の解消のため河川の改修を行っている。また、流域に監視カメラを取り付けることで注意を呼びかけるシステムを運用している。

## 参考
- http://www.pref.okinawa.jp/site/doboku-chubu/kasentoshi/kohaturiv.html 沖縄県　小波津川ページ
- http://www.dc.ogb.go.jp/kaiken/3961/014848.html 内閣府沖縄総合事務局　小波津川土地収用について
- http://www.town.nishihara.okinawa.jp/bousai/cameras.html 西原町　小波津川監視カメラ